# Star Trek: First Contact
Star Trek: First Contact és una pel·lícula de ciència-ficció estatunidenca del 1996 dirigida per Jonathan Frakes en el seu debut al llargmetratge. És la vuitena pel·lícula de la franquícia Star Trek, i la segona protagonitzada pel repartiment de la sèrie de televisió Star Trek: La nova generació. A la pel·lícula, la tripulació de la nau estelar USS Enterprise-E viatja en el temps des del segle XXIV fins al segle XXI per evitar que els cibernètica Borg conquistin la Terra canviant el passat.
Després del llançament de Star Trek: Generations el 1994, Paramount Pictures va encarregar als escriptors Brannon Braga i Ronald D. Moore el desenvolupament de la següent pel·lícula de la sèrie. Braga i Moore volien incloure els Borg a la trama, mentre que el productor Rick Berman volia una història que involucriés un viatge en el temps. Els escriptors van combinar les dues idees; inicialment van situar la pel·lícula a la Itàlia renaixentista, però van canviar el període de temps que els Borg van corrompre a mitjans del segle XXI, després de temer que la idea del Renaixement se sentiria kitsch. Després que dos directors més coneguts rebutgessin la feina, el membre del repartiment Jonathan Frakes va ser escollit per dirigir-la, per d’assegurar-se que la tasca recaigués en algú que entengués Star Trek.
El guió de la pel·lícula requeria la creació de nous dissenys de naus estel·lars, inclòs un nou USS Enterprise. El dissenyador de producció Herman Zimmerman i l'il·lustrador John Eaves van col·laborar per fer un vaixell més elegant que el seu predecessor. La fotografia principal va començar amb setmanes de rodatge d'ubicacions a Arizona i Califòrnia, abans que la producció es traslladés a nous platós per a les escenes de la nau. Els Borg van ser redissenyats per semblar com si fossin convertits en éssers màquina des de dins cap a fora; les noves sessions de maquillatge van trigar quatre vegades més que les seves aparicions a la sèrie de televisió. La companyia d'efectes Industrial Light & Magic es va afanyar a completar els efectes especials de la pel·lícula en menys de cinc mesos. Les tècniques d'efectes òptics tradicionals es van complementar amb imatges generades per ordinador. Jerry Goldsmith va compondre la banda sonora de la pel·lícula.
Star Trek: First Contact es va estrenar el 22 de novembre de 1996 i va ser la pel·lícula més taquillera el cap de setmana d'estrena. Va recaptar un total mundial de 146 milions de dòlars. La recepció de la crítica va ser majoritàriament positiva; crítics com Roger Ebert van considerar que era una de les millors pel·lícules de Star Trek. Els Borg i els efectes especials van ser elogiats, mentre que la caracterització va ser rebuda menys uniformement. L'anàlisi acadèmica de la pel·lícula s'ha centrat en els paral·lelismes del capità Jean-Luc Picard amb Ahab d'Herman Melville i la naturalesa dels Borg. First Contact va ser nominat al Oscar al millor maquillatge, i va guanyar tres Premis Saturn. Va ser seguit per Star Trek: Insurrection el 1998.

## Argument
Al 2373, el capità Jean-Luc Picard desperta d'un malson en què reviu la seva assimilació pels cibernètics Borg sis anys abans. És contactat per la Flota Estel·lar, que l'informa d'una nova amenaça Borg contra la Terra. Les ordres de Picard són que la seva nau, USS Enterprise, patrulli la Zona Neutral en cas d'agressió romulana; la Flota Estel·lar està preocupada perquè Picard estigui massa implicat emocionalment amb els Borg per unir-se a la lluita.
En assabentar-se que la flota està perdre la batalla, la tripulació de l' Enterprise desobeeix les ordres i es dirigeix cap a la Terra, on una única nau Cub Borg s'enfronta a un grup de naus de la Flota Estel·lar. L’Enterprise arriba a temps per ajudar la tripulació de USS Defiant i el seu comandant, el klíngon Worf. Picard pren el control de la flota i dirigeix les naus supervivents perquè concentrin la seva potència de foc en un punt aparentment sense importància de la nau Borg. El Cub llança una nau esfèrica més petita cap a la Terra abans de ser destruïda. L’Enterprise persegueix l'esfera en un vòrtex temporal. Quan l'esfera desapareix, l’Enterprise descobreix que la Terra s'ha alterat; ara està poblada per Borgs. En adonar-se que els Borg han utilitzat viatges en el temps per canviar el passat, l’Enterprise segueix l'esfera a través del vòrtex.
L’Enterprise arriba centenars d'anys en el passat el 4 d'abril de 2063, el dia abans de l'històric vol amb motor de curvatura que condueix al primer contacte de la humanitat amb la vida alienígena. La tripulació s'adona que els Borg estan intentant evitar el primer contacte i assimilar la humanitat mentre el planeta es recupera d'una guerra devastadora. Després de destruir l'esfera Borg, un equip visitant es transporta a la nau de curvatura de Zefram Cochrane, Phoenix, a Bozeman, Montana. Picard ha enviat l'assistent de Cochrane, Lily Sloane, a l’Enterprise per rebre atenció mèdica. El capità torna a la nau i deixa el comandant William T. Riker a la Terra per assegurar-se que el vol del Phoenix prossegueixi tal com estava previst. Mentre que en el futur Cochrane és vist com un heroi, en realitat va construir el Phoenix per obtenir beneficis econòmics i es resisteix a ser la figura històrica que descriu la tripulació.
Un grup de Borg envaeixen les cobertes inferiors de l’ Enterprise, assimilant part de la tripulació i modificant la nau. Picard i un equip intenten arribar a l'enginyeria per desactivar els Borg amb un gas corrosiu, però es veuen obligats a retrocedir; l'androide Data és capturat al cos a cos. Una Lily espantada acorrala Picard amb una arma, però ell es guanya la seva confiança. Els dos escapen de l'àrea de la nau infestada de Borg creant una diversió a l'holocoberta. Picard, Worf i el navegant de la nau, el tinent Hawk, viatgen fora de la nau amb vestits espacials per evitar que els Borg utilitzin el deflector de navegació per demanar reforços, però Hawk és assimilat en el procés. A mesura que els Borg assimilen més cobertes, Worf suggereix destruir la nau, però Picard, enutjat, l'anomena covard. Lily s'enfronta al capità i li fa adonar-se que està actuant irracionalment a causa del seu propi passat amb els Borg. Picard es disculpa amb Worf i ordena l'activació de l'autodestrucció de la nau i l'evacuació de la tripulació per escapar de les càpsules, mentre ell es queda enrere per rescatar Data.
Mentre Cochrane, Riker i l'enginyer Geordi La Forge es preparen per activar la unitat de curvatura al Phoenix, Picard descobreix que la reina Borg ha empeltat pell humana a Data, donant-li la sensació de tacte que fa temps desitjava perquè pugui obtenir els codis de xifratge de l'androide a l'ordinador Enterprise. Tot i que Picard s'ofereix als Borg a canvi de la llibertat de Data, Data es nega a marxar, desactiva l'autodestrucció i dispara torpedes a Phoenix. A l'últim moment els torpedes es perden, i la reina s'adona que Data l'ha enganyat. L'androide trenca un dipòsit de refrigerant i el vapor corrosiu es menja els components biològics dels Borg i la nova pell de Data.
Amb l'amenaça Borg neutralitzada, Cochrane completa el seu vol de curavatura. Més tard aquella nit, la tripulació observa des de la distància com una nau alienígena vulcaniana, atret per la prova de curvatura del Phoenix, aterra a la Terra. Cochrane saluda els extraterrestres. Després d'haver assegurat la correcció de la línia de temps, Picard s'acomiada de Lily i la tripulació de l' Enterprise s'escapa i torna al segle XXIV.

## Repartiment
First Contact és la primera pel·lícula de la sèrie de pel·lícules Star Trek en què no apareix cap dels personatges principals de La sèrie original. Més aviat, el repartiment principal de Star Trek: La nova generació interpreta els personatges següents:
- Patrick Stewart com a Jean-Luc Picard, el capità de l'USS Enterprise-E que està perseguit pel seu temps com a membre dels Borg. Stewart va ser un dels pocs membres del repartiment que va tenir un paper important en el desenvolupament del guió, oferint suggeriments i comentaris.[6] El personatge de Picard va passar del "personatge angoixat que  [els espectadors] han vist abans", a un tipus d'heroi d'acció. Stewart va assenyalar que Picard era més actiu físicament a la pel·lícula en comparació amb la seva representació habitual.[5]
- Jonathan Frakes com a William T. Riker, el primer oficial de la nau que lidera l'equip visitant a la Terra. Frakes va dir que no va tenir gaires dificultats per dirigir i actuar alhora, després d'haver-ho fet a la sèrie de televisió.[7]
- Brent Spiner com a Data, androide i segon oficial de la nau, l'ambició del qual és ser més humà. Els rumors abans de l'estrena de la pel·lícula suggerien que atès que la pell de Data s'havia eliminat en gran part al final de la història, permetria que un altre actor assumís el paper.[8]
- LeVar Burton com a Geordi La Forge, l'enginyer en cap de la nau que ajuda a reparar el Phoenix. La Forge era cec i s'havia representat amb una VISOR especial per veure. Burton havia pressionat perquè el VISOR fos descartat, ja que amagava els seus ulls i limitava la capacitat de l'actor de transmetre pensaments i emocions. El VISOR es va substituir a First Contact per implants oculars, que es va demostrar que eren artificials però que no s'explicaven d'altra manera.[6]
- Michael Dorn com a Worf, el comandant de l'USS Defiant i antic cap de seguretat de Picard.
- Gates McFadden com a Beverly Crusher, el metge del vaixell. En una entrevista abans de l'estrena de la pel·lícula, McFadden va dir que considerava les dones finalment a l'igual que els homes a Star Trek: "Hem recorregut un llarg camí des que Majel Barrett es va quedar atrapada a l'infermeria com a infermera Chapel als [1960] i es va tenyir el cabell de ros."[9]
- Marina Sirtis com a Deanna Troi, consellera a bord de l' Enterprise. Sirtis trobava a faltar treballar al programa de televisió, i era molt conscient que les expectatives i les apostes per First Contact eren altes; "Tenim por que la gent pensi que no podríem dirigir-lo sense el repartiment original", va dir.[10]
- Alfre Woodard com a Lily Sloane, assistent de Cochrane. Woodard va ser una de les primeres persones que Frakes va conèixer quan es va traslladar a Los Angeles. Durant una conversa a una barbacoa, Woodard va dir que es convertiria en la padrina de Frakes, ja que ell no en tenia cap.[11]A través d'aquesta relació, Frakes va poder contractar Woodard a la pel·lícula; va considerar un cop aconseguir una actriu nominada a l'Oscar.[12] Woodard considerava que Lily era el personatge que més s'assemblava a ella mateixa de tots els papers que havia interpretat.[13]
- James Cromwell com a Zefram Cochrane, el pilot i creador de la primera nau amb motor de curvatura de la Terra. El personatge de Zefram Cochrane havia aparegut per primera vegada a l'episodi "Metamorfosi", interpretat per Glenn Corbett.[14] El Cochrane de Cromwell és molt més vell i no té cap semblança amb Corbett, cosa que no va molestar als escriptors.[15] Volien retratar Cochrane com un personatge que passa per una transició important; comença com un borratxo cínic i egoista que es veu canviat pels personatges que coneix al llarg de la pel·lícula.[16] Tot i que el personatge va ser escrit pensant en Cromwell, Tom Hanks, un gran fan de Star Trek, va ser presentat per al paper al productor, encara que Rick Berman va dir que mai es va considerar seriosament.[14][17] Frakes va comentar que hauria estat un error convocar a Hanks pel fet de ser tan conegut.[18] Cromwell tenia una llarga associació prèvia amb Star Trek, després d'haver interpretat personatges als episodis de La nova generació  "Indesitjables" i "Drets de naixement", així com un paper a Star Trek: Deep Space Nine.[19] Cromwell va descriure el seu mètode per retratar Cochrane com sempre interpretant-se a si mateix. Part de l'interès de l'actor per la pel·lícula va ser la seva participació al Centre per a l'estudi de la intel·ligència extraterrestre de Steven M. Greer, que ofereix formació per a escenaris de primer contacte.[20]
- Alice Krige com a reina Borg, la controladora del col·lectiu cibernètic. El càsting per al paper va prendre temps, ja que l'actriu havia de ser sexy, perillosa i misteriosa. Frakes va seleccionar Krige després de trobar que tenia totes les qualitats esmentades, i de quedar impressionat per la seva actuació a Ghost Story.[12] Krige va patir una gran quantitat de molèsties al filmar el seu paper; el seu vestit ajustat li va causar butllofes, i les doloroses lents de contacte platejades que portava només es podien guardar durant quatre minuts alhora.[21]

Alguns dels personatges recurrents de La nova generació també van aparèixer a la pel·lícula; Dwight Schultz va repetir el seu paper de tinent Reginald Barclay i Patti Yasutake va aparèixer breument com a infermera Alyssa Ogawa. A Whoopi Goldberg no se li va demanar que tornés com a Guinan, una sàvia cambrera el món natal del qual va ser destruït pels Borg. Goldberg només es va assabentar de la decisió a través dels diaris. "Què puc dir? Volia fer-ho perquè no pensava que podies fer res amb els Borg sense [el meu personatge]", va dir, "però pel que sembla pots, així que no em necessiten".
Michael Horton apareix com un oficial de seguretat de la Flota Estel·lar sagnant i estoic; el seu personatge va rebre el nom de Tt. Daniels a la següent pel·lícula Star Trek. Com passa amb moltes produccions de Star Trek, els nous personatges d'un sol ús "camisa vermella" moren al llarg de la trama.  Neal McDonough  interpreta a Hawk, el pilot de l' Enterprise que ajuda en la defensa de la nau fins que és assimilat i assassinat. McDonough va ser genial sobre el seu paper de camisa vermella, dient que com que un dels personatges de la batalla del plat deflector havia de morir, "seria jo". "La resistència és fútil", el lema dels Borg, va ser parlat per Jeff Coopwood.
La pel·lícula també inclou cameos de dos actors de la sèrie de televisió germana Star Trek: Voyager, que es trobava a punt d'estrenar la seva tercera temporada. Robert Picardo, que va interpretar el Doctor hologràfic de Voyager, se li va demanar que aparegués com a Holograma mèdic d'emergència de l' Enterprise després de suggerir als productors que ambdues naus haurien de compartir una tecnologia similar. La frase de Picardo "Sóc un metge, no una porta que atura", és una al·lusió al personatge de la sèrie original de Star Trek, el Dr. Leonard McCoy. El company de Picardo a Voyager Ethan Phillips, qui hi interpreta Neelix, fa un cameo com a maître d'una discoteca a l'escena de l'holocoberta. Phillips va recordar que els productors volien que els fans es quedessin endevinant si ell era la persona que va interpretar a Neelix o no, ja que no apareixia als crèdits. Durant la producció, hi va haver rumors sense fonament que Avery Brooks repetiria el seu paper de capità Benjamin Sisko de Star Trek: Deep Space Nine.

## Producció

### Desenvolupament
El desembre de 1992, els executius de Paramount Pictures es van apropar al productor de Star Trek: La nova generació Rick Berman per desenvolupar dues pel·lícules amb el repartiment de la sèrie de televisió. Berman va decidir desenvolupar dos guions simultàniament i prioritzar el més prometedor per a la primera pel·lícula. L'esforç dels escriptors Brannon Braga i Ronald D. Moore va ser escollit i es va convertir en Star Trek: Generations. L'altre, de Maurice Hurley, va ser reservat per utilitzar-lo en una possible segona pel·lícula.
Dos mesos després del llançament de Generations, Paramount va decidir produir el segon llargmetratge per a un llançament a les vacances d'hivern de 1996. Paramount volia Braga i Moore, que havien escrit el guió de Generations i una sèrie d'episodis de La nova generació, per escriure el guió. Berman va dir a Braga i Moore que volia que pensessin a fer una història sobre viatges en el temps. Braga i Moore, per la seva banda, volien utilitzar el Borg. "A l'acte, vam dir que potser podríem fer les dues coses, els Borg i els viatges en el temps", va recordar Moore. Els Borg no s'havien vist amb tota força des de l'episodi de la quarta temporada de La nova generació, "El bo i millor d'ambdós mons" i mai havien estat molt destacats a la sèrie a causa de les limitacions pressupostàries i la por que perdessin el seu factor de por. "Els Borg van agradar molt als aficionats, i a nosaltres ens van agradar", va dir Moore. "Eren temibles. Eren imparables. Línies perfectes per a una història llarga."
Després d'haver decidit que l'aspecte del viatge en el temps de la trama implicaria un pla Borg per evitar que els humans arribessin a l'espai, els escriptors van considerar diversos períodes històrics com a escenari. "Els nostres objectius en aquell moment eren crear una història meravellosa i un guió que fos […] produïble dins dels límits pressupostaris d'una pel·lícula de Star Trek", va dir Berman. El primer esborrany de la història, anomenat Star Trek: Renaissance, va adoptar el seu concepte d'un intent Borg d'evitar l'aparició de la civilització europea moderna durant el Renaixement. En aquest escenari, la tripulació de l' Enterprise va caçar els Borg al seu rusc en un calabós del castell italià del segle xv, i va preveure lluites amb espases juntament amb l'ús de fasers, i Data convertint-se en aprenent de Leonardo da Vinci. Moore tenia por que "corregués el risc de convertir-se en camp i exagerat", alhora que Stewart es va negar a portar malles. A més, una investigació informal va suggerir que el públic principal de la pel·lícula no estava entusiasmat amb l'ambientació. Braga, per la seva banda, volia veure el "naixement de Star Trek", quan es van conèixer per primera vegada els vulcanians i els humans; "Això és, per a mi, el que va fer fresca la història dels viatges en el temps", va dir.
Tenint en compte la idea de la gènesi de Star Trek, la història central es va convertir en la prova de conducció de curvatura de Cochrane i el primer contacte de la humanitat. A partir de pistes d'episodis anteriors de Star Trek, Cochrane es va situar a la Montana de mitjans del segle XXI, on els humans es recuperen d'una guerra mundial devastadora. En el primer guió amb aquesta configuració, els Borg ataquen el laboratori de Cochrane, deixant el científic en coma; Picard assumeix el lloc de Cochrane per continuar la prova de curvatura i restaurar la història. En aquest esborrany Picard té un interès amorós per la fotògraf local Ruby, mentre que Riker lidera la lluita contra els Borg a l' Enterprise. Un altre esborrany incloïa l'omnipotent personatge de John de Lancie Q.
Mirant els primers guions, el trio sabia que calia treballar seriosament. "No tenia sentit […] que Picard, l'únic tipus que té una història amb els Borg, no els trobés mai", va recordar Braga. Els papers de Riker i Picard es van intercanviar, i la història al planeta es va escurçar i es va explicar de manera diferent. Braga i Moore van centrar el nou arc en el mateix Cochrane, fent que el futur ideal de Star Trek vingui d'un home defectuós. La idea dels Borg lluitant entre vestits d'època es va unir en una seqüència de novel·la hologràfica "Dixon Hill" a l'holocoberta. El segon esborrany, titulat Star Trek: Resurrection, es va considerar prou complet que l'equip de producció el va utilitzar per planificar les despeses. La pel·lícula va rebre un pressupost de 45 milions de dòlars, "considerablement major" que els 35 milions de dòlars de "Generations"; això va permetre a la producció planificar una quantitat més gran d'acció i efectes especials.

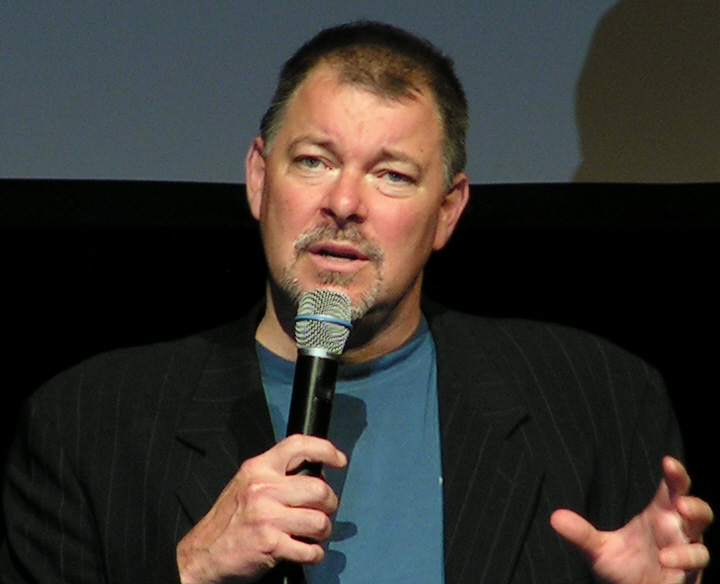
Després d'haver dirigit diversos episodis de Star Trek: La nova generació, Jonathan Frakes va fer el seu debut com a director amb First Contact.

Braga i Moore pretenien que la pel·lícula fos fàcilment accessible per a qualsevol espectador i funcionés com una història autònoma, i tot i així satisfer els devots fans de Star Trek. Atès que gran part del paper de Picard va fer una referència directa a la seva època com a Borg al doble episodi "El bo i millor d'ambdós mons" "La nova generació" , es va afegir la seqüència de somnis inicial per explicar què li va passar a l'espectacle. La parella va descartar una obertura que hauria establert el que els personatges principals havien estat fent des de l'última pel·lícula a favor d'ambientar ràpidament la història. Mentre els escriptors intentaven preservar la idea dels Borg com un col·lectiu sense ment a l'esborrany original, el cap de Paramount, Jonathan Dolgen, va pensar que el guió no era prou dramàtic. Va suggerir afegir un dolent Borg individual amb qui els personatges poguessin interactuar, cosa que va portar a la creació de la Reina Borg.
El membre del repartiment Frakes va ser escollit per dirigir-la. Frakes no havia estat la primera opció per al director; Ridley Scott i John McTiernan van rebutjar el projecte. Stewart es va reunir amb un candidat potencial i va arribar a la conclusió que "no sabien de Star Trek". Es va decidir quedar-se amb algú que entenia la "gestalt de Star Trek", i Frakes va rebre la feina. Frakes es va presentar a la feina cada dia a les 6:30 am. Una de les principals preocupacions durant la producció va ser la seguretat: el guió de Generations s'havia filtrat en línia i es van prendre mesures més dures per evitar un esdeveniment similar. Algunes pàgines de guions es van distribuir en paper vermell per evitar els intents de fotocòpies o faxos; "Hem tingut problemes reals per llegir-los", va assenyalar Frakes.
Frakes havia dirigit diversos episodis de La nova generació, Deep Space Nine i Voyager, però First Contact va ser el seu primer llargmetratge. Mentre que Frakes va tenir set dies de preparació seguits de set dies de rodatge per a un episodi de televisió determinat, al director se li va donar un període de preparació de deu setmanes abans de dotze setmanes de rodatge, i es va haver d'acostumar a rodar amb una proporció de 2,35:1 anamòrfica en comptes de l'estàndard de televisió 1.33:1. En preparació, va veure Tauró, Encontres a la tercera fase, 2001: una odissea de l'espai  i els treballs de James Cameron i Ridley Scott.
Al llarg de múltiples revisions del guió es van considerar diversos títols, com ara Star Trek: Borg, Star Trek: Destines, Star Trek: Future Generations i Star Trek: Generations II. El títol previst de Resurrection va ser descartat quan 20th Century Fox va anunciar el títol de la quarta pel·lícula Alien com a Alien: Resurrection; la pel·lícula va ser reanomenada First Contact el 3 de maig de 1996.

### Disseny
First Contact va ser la primera pel·lícula de Star Trek que va fer un ús significatiu de models de naus estel·lars generades per ordinador, tot i que encara s'utilitzaven miniatures físiques per les  naus més importants. Amb l'Enterprise-D destruïda durant els esdeveniments de Generations, la tasca de crear una nova nau va recaure en el veterà dissenyador de producció de Star Trek Herman Zimmerman. L'única guia del guió sobre l'aspecte de la nau va ser la línia "la nova Enterprise surt elegantment de la nebulosa". Treballant amb l'il·lustrador John Eaves, els dissenyadors van concebre la nova Enterprise-E de classe Sovereign com a "més prima, més elegant i prou agressiva com per respondre a qualsevol amenaça dels Borg que pugueu imaginar". Braga i Moore pretenien que fos més musculosa i militar. Eaves va analitzar l'estructura de les iteracions anteriors d'Enterprise, i va dissenyar una nau de guerra més aerodinàmica i capaç que l' Enterprise-D, reduint la zona del coll de la nau i allargant les navetes. Eaves va produir entre 30 i 40 esbossos abans de trobar un disseny final que li agradés i va començar a fer canvis menors. Treballant a partir de plànols creats per Rick Sternbach de Paramount, la botiga de maquetes de la casa d'efectes Industrial Light & Magic (ILM) va fabricar una miniatura de 3,2 metres en període de cinc mesos. Els patrons del casc es van tallar a la fusta, després es van colar i es van muntar sobre una armadura d'alumini. Els panells del model es van pintar amb un esquema alternatiu de mat i brillantor per afegir textura. La tripulació va tenir múltiples dificultats per preparar la miniatura per al rodatge; mentre que la botiga de models originalment volia estalviar temps fent finestres amb una fibra de vidre transparent, el material va sortir enganxós. En lloc d'això, l'ILM va tallar les finestres amb un làser. Es van afegir diapositives dels conjunts darrere dels marcs de les finestres per fer que l'interior semblés més dimensional quan la càmera feia un seguiment més enllà de la nau.
En pel·lícules anteriors, la gamma de naus capitals de la Flota Estel·lar havia estat predominantment representada per la classe Constitution d' Enterprise i només cinc classes de naus més: la classe Miranda de Star Trek 2: La còlera del Khan, les classes Excelsior i Oberth de Star Trek 3: A la recerca de Spock, i les classes Galaxy i Nebula de La nova generació. El supervisor d'ILM John Knoll va insistir que la batalla espacial de First Contact demostra l'amplitud de les configuracions de la nau de la Flota Estel·lar. "Probablement la Flota Estel·lar llançaria tot el que pogués als Borg, incloses les naus que mai havíem vist abans", va raonar. "I com que vam pensar que gran part de l'acció de fons a la batalla espacial s'hauria de fer amb naus generades per ordinador que s'havien de construir des de zero de totes maneres, em vaig adonar que no hi havia cap raó per no fer alguns dissenys nous". Alex Jaeger va ser nomenat director d'art d'efectes visuals de la pel·lícula i se li va assignar la tasca de crear quatre noves naus estel·lars. Paramount volia naus que tinguessin un aspecte diferent des de la distància, de manera que el director va idear diversos perfils de casc. Knoll i Jaeger havien decidit que les nauss havien d'obeir certs precedents de naus de Star Trek, amb un casc primari semblant a un plat i unes navetes de curvatura en parelles allargades. La classe Akira va comptar amb la secció de plats tradicionals i les navetes combinades amb un doble casc d'estil catamarà; la classe Norway es basava en l'USS Voyager'; la classe Sabre era una nau més petita amb navetes que es desprenen de les puntes de la seva secció de plat; i la classe Steamrunner comptava amb navetes bessones que sortien del plat i connectades per una secció d'enginyeria a la part posterior. Cada disseny es va modelar com un model amb estructura de filferro digital tridimensional per utilitzar-lo a la pel·lícula.
La pel·lícula també requeria una sèrie de dissenys més petits que no pertanyien a la Flota Estel·lar. La nau de curvatura Phoenix es va concebre com encaixant dins d'un antic míssil nuclear, el que significa que les navetes de la nau havien de plegar-se en un espai de menys de 3 metres. Eaves es va assegurar de subratllar l'aspecte mecànic de la nau, per suggerir que era una tecnologia altament experimental i no provada. Les etiquetes de la cabina de la Phoenix provenien del manual del transbordador espacial McDonnell-Douglas. Eaves va considerar la nau vulcaniana com una nau "divertida" de dissenyar. Abans només s'havien vist dos naus vulcanianes importants a Star Trek, inclosa una nau correu de La pel·lícula. Com que el format de naus de dos motors s'havia vist moltes vegades, els artistes van decidir allunyar-se de la disposició tradicional de la nau, creant un disseny més artístic que funcional. La nau incorporava elements d'una estrella de mar i un cranc. A causa de les limitacions pressupostàries, la nau completa es va realitzar com un disseny generat per ordinador. Només es va fabricar un peu d'aterratge en forma de bumerang perquè els actors interactuessin.
Els conjunts d'interiors de l' Enterprise eren sobretot dissenys nous. El pont va ser dissenyat per tenir un aspecte còmode, amb colors càlids. Entre les noves incorporacions hi havia una pantalla hologràfica més gran que només funcionaria quan s'activa, deixant una paret llisa quan es desactiva. Es van utilitzar nous monitors d'ordinador de pantalla plana per a les pantalles, utilitzant menys espai i donant al pont un aspecte més net. Els nous monitors també permetien la reproducció de vídeo que podria simular la interacció amb els actors. Els dissenyadors van crear una sala de preparació més gran i menys espartana, conservant elements de la sèrie de televisió; Zimmerman va afegir un conjunt de models tridimensionals daurats de l' Enterprise a una caixa de vidre a la cantonada. El saló d'observació era similar al disseny de l' Enterprise-D; el plató en si va ser reutilitzat del programa de televisió, l'únic que no es va colpejar després del rodatge de Generations, tot i que es va ampliar i va patir un canvi de color. L'enginyeria es va simular amb un conjunt gran de tres pisos, passadissos, un vestíbul i el nucli de curvatura més gran de la franquícia fins ara. Per al seu estat corromput per Borg, la secció d'enginyeria va estar equipada amb alcoves de drons Borg, conductes i la "taula d'assimilació" de Data on es troba la taula onva ser interrogat per la Reina. Per estalviar diners, el plató de la infermeria del Voyager es va modificar per servir com a infermeria de l' Enterprise, mentre que les escenes de l'USS Defiant  es van filmar al plató de Deep Space Nine. Alguns dissenys d'escenografia es van inspirar en la sèrie de pel·lícules Alien, Star Wars i 2001: una odissea de l'espai.
L'escena del passeig espacial a l'exterior de l' Enterprise va ser un dels escenaris més difícils d'imaginar i construir per a la pel·lícula. La producció va haver de dissenyar un vestit espacial que semblés pràctic en lloc d'exagerat. Es van incorporar ventiladors als cascs perquè els actors no s'escalfessin en excés, i llums de neó al davant perquè es poguessin veure les cares dels ocupants. Quan els actors es van posar els cascos per primera vegada, el disseny totalment tancat feia difícil respirar; després d'un minut de portar el vestit, Stewart va emmalaltir i es va suspendre el rodatge. El conjunt per al casc exterior de la nau i el plat deflector es van construir sobre gimbals a l'escenari sonor més gran de Paramount, envoltat per pantalla blava i equipat amb cables per a les seqüències de gravetat zero. L'escenari no era prou gran per acollir una rèplica a mida completa del plat Enterprise, de manera que Zimmerman va haver de reduir els plans al 15 per cent.

### Vestuari i maquillatge
Els uniformes de la Flota Estel·lar van ser redissenyats per a la pel·lícula pel client de Star Trek Bob Blackman per donar una sensació més militarista, amb espatlles encoixinades grises, tors/mànigues/leggings negres i samarretes interiors/punys de ratlles de colors. Com que Blackman també s'encarregava dels vestuaris de la sèrie de televisió, la roba de disseny que no pertanyia a la Flota Estel·lar es va delegar a Deborah Everton, una nouvinguda a Star Trek que va ser responsable de més de 800 vestits durant la producció . Everton va tenir l'encàrrec d'actualitzar els vestits dels Borg a alguna cosa nova, però que recordés la sèrie de televisió. Els vestits voluminosos es van fer més elegants i es van equipar amb llums de fibra òptica. L'aspecte de viatge en el temps de la història també va requerir vestits d'època per a mitjans del segle XXI i la recreació de l'holocoberta de la discoteca "Dixon Hill" dels anys quaranta. A Everton li agradava dissenyar el vestuari de Woodard perquè el personatge va patir molts canvis al llarg de la pel·lícula, passant d'una armilla i pantalons utilitaris en moltes fotografies a un vestit glamurós durant l'escena de l'holocoberta.
Everton i els dissenyadors de maquillatge Michael Westmore, Scott Wheeler i Jake Garber volien actualitzar l'aspecte blanc pastós que els Borg havien conservat des de la segona temporada de La nova generació, nascuda per la necessitat d'un disseny de televisió conscient del pressupost. "Volia que semblés [assimilats o "Borgificats"] des de dins cap a fora en lloc de l'exterior cap a dins", va dir Everton. Cada Borg tenia un disseny lleugerament diferent, i Westmore en dissenyava un de nou cada dia per fer semblar que hi havia un exèrcit de Borg; en realitat, entre vuit i dotze actors van ocupar tots els papers ja que el vestuari i el maquillatge eren tan cars de produir. El fons dels Borg van ser simulat amb maniquíns a mig acabar. Westmore va raonar que com que els Borg havien viatjat per la galàxia, haurien assimilat altres races a més dels humans. A la sèrie de televisió, moltes de les cares dels Borg havien estat cobertes amb cascs, però per al First Contact la maquilladora va treure les cobertures del cap i va dissenyar versions assimilades dels aliens familiars de Star Trek com ara klíngons, bolians, romulans, bajorans, i cardassians. Cada drone va rebre un ocular electrònic. El fill de Westmore va programar les llums intermitents de cada ull per repetir el nom d'un membre de la producció en codi Morse.
El temps de maquillatge per als Borg va passar de l'única hora necessària per a la televisió a cinc hores, a més dels 30 minuts necessaris per disfressar-se i 90 minuts per desmaquillar-se al final del dia. Tot i que Westmore estimava que una producció amb personal complet tindria uns 50 maquilladors, First Contact s'havia de conformar amb menys de deu persones implicades en la preparació, i com a màxim 20 artistes al dia. Malgrat les llargues hores, els equips de Westmore van començar a ser més creatius amb les pròtesis tot i que disminuïen llurs temps de preparació. "Estaven fent servir dos tubs, i després estaven fent servir tres tubs, i després estaven enganxant tubs a les orelles i al nas", va explicar Westmore. "I estàvem fent servir un color de caramel molt enganxós, potser usant-ne una mica, però quan vam arribar al final de la pel·lícula teníem les coses gotejant pel costat de les cares [dels Borg]; semblava que s'estaven filtrant oli! Així que, al final [de la pel·lícula], són més ferotges."
La Reina Borg va ser un repte perquè havia de ser única entre els Borg però encara conservar les qualitats humanes; Westmore era conscient d'evitar comparacions amb pel·lícules com Alien. L'aparença final va implicar una pell gris pàl·lida i un cap allargat i ovalat, amb bobines de filferro en lloc de cabells. La Krige va recordar el primer dia que es va maquillar: "Vaig veure tothom plorant. Em va semblar genial; van fer això i s'han espantat!" Frakes va assenyalar que la reina va acabar sent seductora d'una manera inquietant, malgrat el seu comportament i aspecte malvat. Zimmerman, Everton i Westmore van combinar els seus esforços per dissenyar i crear les seccions borgificades de l' Enterprise per generar tensió i fer que el públic senti que "[estan sent assimilats] als Borg".

### Rodatge
La fotografia principal va ser més pausada que a La nova generació, ja que només es filmaven quatre en lloc de vuit pàgines de guió cada dia. Frakes va contractar un director de fotografia nou a la franquícia Star Trek, Matthew F. Leonetti, de qui admirava el seu treball a pel·lícules com Poltergeist i Strange Days. Com que no coneixia el cànon de Star Trek, Leonetti es va preparar per a l'encàrrec estudiant les quatre pel·lícules anteriors de la franquícia, cadascuna de les quals havia utilitzat un director de fotografia diferent (Donald Peterman a Missió salvar la Terra, Andrew Laszlo a L'última frontera, Hiro Narita a The Undiscovered Country, i John Alonzo a Generations). També va passar diversos dies observant el rodatge als platós de Voyager i Deep Space Nine.
Leonetti va idear múltiples mètodes d'il·luminació per als interiors de l' "Enterprise" per a les operacions estàndard de la nau, l'estat d' "alerta roja" i l'energia d'emergència. Va raonar que com que la nau estava sent assumida per una entitat estrangera, necessitava una il·luminació i un enquadrament més espectaculars. Tot i que gran part del metratge es va gravar a distàncies focals de 50 a 70 mm amb lents anamòrfiques, es van utilitzar lents esfèriques de 14 mm per a les fotografies amb vista de Borg. Leonetti va preferir rodar amb lents llargues per proporcionar una sensació més claustrofòbica, però s'assegurava que la longitud no aplanés la imatge. Les càmeres de mà es van utilitzar per a les seqüències de batalla perquè els espectadors poguessin entrar a l'acció i la càmera pogués seguir els moviments dels actors. Les escenes Borg van ser rebudes positivament pel públic de projecció de proves, de manera que una vegada que la resta de la pel·lícula s'havia completat, es van afegir escenes addicionals de la tripulació de l' Enterprise que era assimilada amb el pressupost sobrant per afegir acció.

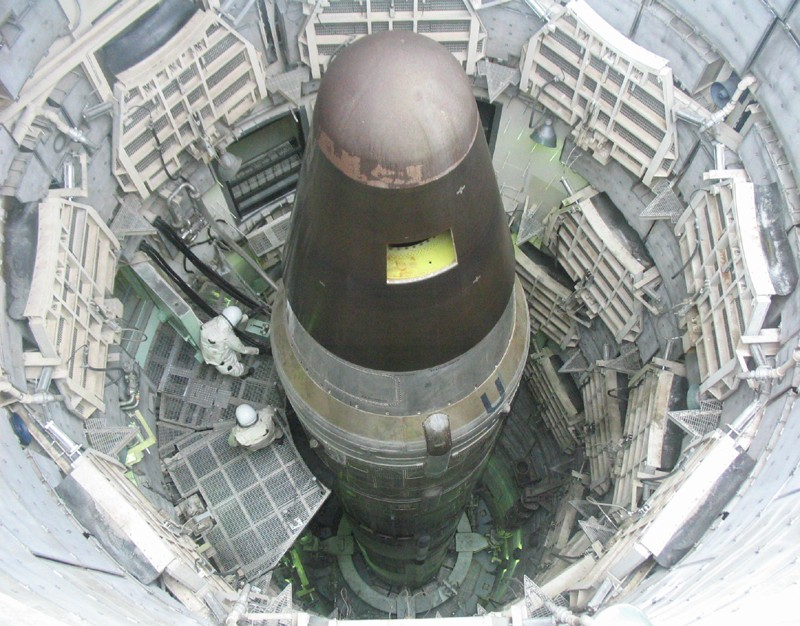
Vista mirant cap avall un recinte cilíndric de metall amb textura. A l'interior hi ha un míssil llarg i prim, de forma cilíndrica amb un nas cònic.

Com que es necessitaven tants decorats nous, el rodatge va començar amb la fotografia d'ubicacions. Es van passar quatre dies al Titan Missile Museum, al sud de Tucson, Arizona. El míssil nuclear desarmat estava equipat amb una capa de càpsula de fibra de vidre per substituir l'accelerador i el mòdul de comandament del Phoenix. La sitja del míssil va proporcionar un set gran que hauria estat costosament prohibitiu de construir des de zero, però l'entorn reduït va crear dificultats. Cada moviment de càmera es va planificar per endavant per treballar al voltant de les zones on s'hi afegiria la il·luminació, i els electricistes i els grips es van posar arnesos d'escalada per baixar per l'eix i connectar els llums. Per donar més dimensió al coet i donar-li un aspecte futurista al míssil, Leonetti va optar per compensar la superfície metàl·lica del míssil amb colors complementaris. L'ús de gels de diferents colors va fer que el coet semblés més llarg del que realment era; per completar l'efecte, es van filmar trets des del morro del Phoenix cap avall i des dels motors cap amunt amb una lent de 30 mm per allargar el míssil.
Des d'Arizona, la tripulació es va traslladar al Angeles National Forest a Califòrnia durant dues setmanes de rodatge nocturn. Zimmerman va crear un poble de catorze cabanes per substituir Montana; el repartiment va gaudir de les escenes com una oportunitat per escapar dels seus uniformes i portar roba "normal". L'última filmació va ser en un restaurant art déco a Union Station de Los Angeles, que va substituir l'holonovel·la de Dixon Hill; Frakes volia un fort contrast amb les escenes fosques i mecàniques  Borg. Tot i que el director de fotografia volia filmar l'escena en blanc i negre, els executius de Paramount van considerar que el metratge de prova era "massa experimental" i la idea es va abandonar. El lloc va fer que l'ús de llums d'alta potència fos poc pràctic, de manera que Leonetti va optar per utilitzar llums mestres més tènues a prop del sostre i va aprofitar una gran finestra per fer brillar les llums difuses. Per donar a l'escena una sensació en blanc i negre, Leonetti es va assegurar d'utilitzar la llum sense cap coloració. "M'agrada crear separació amb la il·luminació en lloc d'utilitzar el color", va explicar. "No sempre pots confiar en el color perquè l'actor podria començar a fondre's en un segon pla". En separar les llums de fons, Leonetti es va assegurar que els actors principals destaquessin del teló de fons. El rodatge va utilitzar una orquestra de deu peces, 15 dobles i 120 extres per omplir els seients.   Entre els clients de les discoteques hi havia Braga, Moore i el coordinador d'acrobàcies de la pel·lícula, Ronnie Rondell.
Després d'haver completat el rodatge dels exteriors, el rodatge al nou plató d'enginyeria va començar el 3 de maig. El set va durar menys d'un dia en el seu estat impecable abans de ser "Borgificat". A continuació, el rodatge va procedir al pont. Durant les escenes d'operacions normals, Leonetti va optar per llançar il·luminació creuada als principals; per això calia retirar el sostre del conjunt i situar reixes d'il·luminació pels laterals. A continuació, aquestes llums es van dirigir cap a les cares dels actors en angles de 90 graus. El set estava revestit amb panells de finestres recolzats per llums vermelles, que parpellejaven de manera intermitent durant l'estat d'alerta roja. Aquestes llums es van complementar amb el que Leonetti va anomenar "llum interactiva"; es tractava de llums de gel vermell fora de l'escenari que llançaven vores intermitents al conjunt del pont i als caps de la tripulació. Per a la intrusió Borg, la il·luminació es va originar únicament en quadres d'instruments i pantalles d'alerta roja. La llum d'ompliment d'aquestes escenes es va reduir de manera que el repartiment passaria per punts foscos del pont i dels interiors fora del rang limitat d'aquestes fonts. Es van utilitzar petites llums de 30 i 50 watts per llançar geixos de llum extremadament localitzats als sets.
Després van venir les seqüències d'acció i la batalla per l' Enterprise, una fase que els cineastes van batejar com "Infern Borg". Frakes va dirigir les escenes Borg semblants a una pel·lícula de terror, creant el màxim de suspens possible. Per equilibrar aquests elements, va afegir més elements còmics a les escenes de la Terra, amb la intenció d'alleujar momentàniament la tensió del públic abans de tornar-la a construir. Leonetti va reconfigurar la il·luminació per reflectir la presa de possessió de l'interior de la nau. "Quan la nau és borgificada, tot es transforma en un aspecte més quadrat i robòtic amb vores afilades però imatges arrodonides", va explicar. Per donar més forma a les parets del passadís, Leonetti les va il·luminar des de sota. Com que els passadissos eren tan petits i els sostres serien visibles en moltes de les preses, es va prestar especial atenció a amagar els accessoris de llum.
Estàvem en un cercle, que no té cap geografia. Teníem els nostres tres herois [Picard, Worf i Hawk] amb vestits espacials, que semblen idèntics, de manera que no podies dir qui era qui fins que no t'acostes. Però en el moment que us acosteu, derroteu tot el propòsit d'estar a l'exterior de la nau, de manera que podeu veure les cèl·lules i les estrelles i la Terra al fons. Va ser un malson de rodatge i edició. 
Per a les escenes de la caminada espacial d'imatge real, el supervisor d'efectes visuals Ronald B. Moore va passar dues setmanes de fotografia de pantalla blava al plató del deflector. Frakes va considerar que filmar l'escena era el més tediós de la pel·lícula a causa de la quantitat de preparació que necessitava per al rodatge de cada dia. Atès que la resta de l' Enterprise-E, així com el teló de fons de la Terra, s'havien d'afegir més tard en postproducció, es va fer confús coordinar els plans. Moore va utilitzar un ordinador portàtil amb reproduccions digitals del plató per orientar la tripulació i ajudar a Frakes a entendre com seria el pla acabat. Un actor d'un sol braç va retratar el Borg el braç del qual Worf talla per retratar amb precisió l'efecte previst,  i les sabates dels actors estaven equipades amb pesos de plom per recordar als actors que s'havien de moure lentament com si realment portessin botes de gravetat. McDonough va recordar que es va unir a Stewart i Dorn per preguntar si podien rodar els plans sense els pesos de 4.5 a 6.8 kg, ja que "ens van contractar perquè som actors", però la producció va insistir a utilitzar-los.
L'última escena filmada va ser la primera de la pel·lícula, el malson Borg de Picard. La presa comença dins de l'iris del globus ocular d'en Picard i es tira enrere primer per revelar el capità a bord d'una enorme nau Borg, i després l'exterior dela nau. L'escena es va inspirar en una producció de la ciutat de Nova York de Sweeney Todd: el barber diabòlic del carrer Fleet en què l'escenari envoltava el públic, donant una sensació de realisme. La presa es va filmar com tres elements separats fusionats amb efectes digitals. La tripulació va utilitzar una lent de 50 mm per facilitar que l'equip d'efectes dissolgués els primers plans amb els altres elements. Començant des de l'ull de Stewart, la càmera va tirar cap enrere 7,6 metres, i va requerir que la llum clau augmentés d'intensitat fins a 1.000 veles perquè hi hagués prou profunditat per mantenir l'ull nítid. La superfície de l'escenari va resultar massa desigual per aconseguir el suau retrocés de la plataforma rodant requerit per l'equip d'efectes, que necessitava una presa constant per combinar una versió generada per ordinador de l'ull de Picard amb la retirada. La pista de plataforma rodant de 41 metres es va aixecar del terra de l'escenari i es va posar en capes amb peces de fusta contraxapada de bedoll de doble gruix, escollides pel seu acabat suau. Tot el conjunt de l'escena tenia 30 metres d'ample i 7,6 metres d'alçada; els buits deixats per la revelació de la plataforma rodant es van omplir més tard digitalment. La fotografia principal va acabar el 2 de juliol de 1996,dos dies per sobre del previst, però encara per sota del pressupost.

### Efectes
La majoria dels efectes de First Contact van ser gestionats per Industrial Light & Magic sota la supervisió de John Knoll; més d'una quarta part del pressupost de la pel·lícula es va destinar als efectes. Les seqüències d'efectes més petites, com ara el foc del faser, els gràfics per ordinador i els efectes del transportador, van ser delegades a un equip dirigit pel supervisor d'efectes visuals David Takemura. Acostumat a dirigir episodis per a la sèrie de televisió, l'artista d'efectes Terry Frazee li va recordar sovint a Frakes que "pensa en gran, explota-ho tot". La majoria de les seqüències d'efectes es van planificar utilitzant animàtics de baixa resolució generats per ordinador. Aquests guions il·lustrats animats aproximats van establir la durada, l'acció i la composició, permetent als productors i al director determinar com es desenvoluparien les seqüències abans de ser rodades.
First Contact va ser l'última pel·lícula que va presentar un model físic de l' Enterprise. Per a la presentació dramàtica de la nau, l'equip d'efectes va combinar plans de control de moviment del model Enterprise amb un fons generat per ordinador. El supervisor de seqüències Dennis Turner, que havia creat la cinta energètica a Generations i s'ha especialitzat en la creació de fenòmens naturals, va ser l'encarregat de crear el cúmul estel·lar, modelat a partir de la Nebulosa de l'Àliga. Les columnes nebulars i les àrees sòlides es van modelar amb una geometria bàsica de filferro, amb ombrejats de superfície aplicats per fer brillar les vores de la nebulosa. Un render de partícules que ILM havia ideat per a la pel·lícula de tornado Twister es va utilitzar per crear un aspecte turbulent dins de la nebulosa. Un cop capturades les fotos de l' Enterprise, Turner va inserir la nau al fons generat per ordinador i va modificar la seva posició fins que les imatges coincidissin.
El passi de bellesa d'obertura de la nova Enterprise va ser responsabilitat del director de fotografia d'efectes visuals Marty Rosenberg, que va gestionar totes les altres miniatures, explosions i alguns elements de pantalla blava d'imatge real. Rosenberg havia rodat anteriorment alguns dels efectes de l' Enterprise-D per a Generations, però va haver d'ajustar les seves tècniques per al nou model; el director de fotografia va utilitzar una lent de 50 mm en comptes dels 35 mm utilitzats per a Generations perquè la lent més petita feia que el nou plat de l' Enterprise semblés estirat. Knoll va decidir rodar el model des de dalt i baix tant com fos possible; les vistes laterals feien que la nau  semblés massa plana i allargada. Rosenberg preferia les passades de control de moviment de les naus a les versions generades per ordinador, ja que era molt més fàcil capturar un alt nivell de detall amb models físics en lloc d'intentar recrear-lo mitjançant gràfics per ordinador.
Per a la batalla Borg, Knoll va insistir en els primers plans que eren a prop de la nau alienígena, la qual cosa necessitava un model físic. ILM va posar en capes el seu model de 76 cms amb cinc polzades addicionals de llautó gravat sobre una caixa de llum de neó brillant per a la il·luminació interna. Perquè la nau Borg semblés encara més gran del que era, Knoll es va assegurar que una de les seves vores estigués mirant cap a la càmera com la proa d'un vaixell i que el Cub trenqués les vores del marc. Per donar-li més profunditat i textura al cub, Rosenberg va rodar el vaixell amb una llum més intensa. "Vaig crear aquesta llum de fons molt estranya i de tres quarts que venia del costat dret o esquerre, que vaig equilibrar amb xarxes i un parell de petites llums. Volia que semblés espantós i misteriós, així que estava il·luminat com un punt, i sempre teníem la càmera holandesa; mai només la vam tenir directament cap a nosaltres", va dir. Les petites llums connectades a la superfície del Cub van ajudar a crear interès visual i transmetre escala; la maqueta va ser rodada deliberadament amb un ritme lent i decidit per contrastar amb les naus de la Federació que lluitaven contra els Borg. L'impacte de l'armament de la Federació al Cub Borg es va simular mitjançant un model del cub de 150 cms. El model tenia àrees específiques que es podien explotar diverses vegades sense danyar la miniatura. Per a l'explosió final del cub, Rosenberg va rodar deu miniatures del cub de 76 cms amb pells lleugeres plenes d'explosius. Els Cubs estaven suspesos de canonades a seixanta peus per sobre de la càmera a terra. Es va col·locar un vidre de seguretat sobre la lent per evitar danys, mentre que la càmera estava coberta amb fusta contraxapada per protegir-la dels fragments de plàstic que plovien després de cada explosió. L'esfera Borg més petita era un model de 30 cms que es va rodar per separat del Cub i que es va afegir digitalment en postproducció. El vòrtex de viatge en el temps que crea l'Esfera es va simular amb un efecte de reentrada de coets; la proa es forma davant de la nau, i després es mou cap enrere a gran velocitat. La il·luminació interactiva es va reproduir al model Enterprise generat per ordinador per quan la nau queda atrapada en el vòrtex temporal.
La miniatura Enterprise es va tornar a utilitzar per a la seqüència de la caminada espacial. Fins i tot en el model gran, era difícil fer que la miniatura semblés realista en primers plans extrems. Per fer que la presa de retrocés funcionés, la càmera havia d'estar a un vuitè de polzada del model. El pintor Kim Smith va passar diversos dies en una petita àrea del model per afegir prou detall de la superfície per al primer pla, però fins i tot llavors l'enfocament amb prou feines era adequat. Per compensar, la tripulació va utilitzar una lent d'angle més gran i va rodar al nombre f més alt que podia. A continuació, es van afegir digitalment les escenes d'imatge real de la tripulació de la caminada espacial. Els plans amples utilitzaven imatges de dobles fotogràfics caminant per una gran pantalla blava coberta a l'aparcament d'ILM a la nit.
ILM va tenir l'encàrrec d'imaginar com seria l'assimilació immediata d'un tripulant d' Enterprise. Jaeger va inventar un conjunt de cables que van sorgir dels artells dels Borg i es van enterrar al coll del tripulant. Tubs semblants a cucs travessen el cos de la víctima i els dispositius mecànics trenquen la pell. Tota la transformació es va crear mitjançant imatges generades per ordinador. La geometria semblant a un cuc es va animar sobre la cara de l'actor, després es va barrejar amb l'addició d'una textura de pell a l'animació. El canvi gradual en el to de la pell es va simular amb shaders.
Frakes va considerar l'entrada de la Reina Borg —quan el seu cap, les espatlles i la columna vertebral d'acer són baixades per cables i s'uneixen al seu cos— com l' "efecte visual signatura de la pel·lícula". L'escena va ser difícil d'executar, i ILM va trigar cinc mesos en acabar-la. Jaeger va idear una plataforma que baixaria l'actriu al plató i va aplicar una pròtesi de columna sobre un vestit blau perquè ILM pogués treure la part inferior del cos de Krige. Aquesta estratègia va permetre als cineastes incorporar tants elements d'imatge real com era possible sense recórrer a més efectes digitals. Per fer que les pròtesis apareguessin a l'angle adequat quan se li va treure la part inferior del cos, Krige va estendre el coll cap endavant perquè aparegués en línia amb la columna vertebral. Knoll no volia que semblés que la reina estava en una plataforma dura i mecànica; "volíem que tingués el 'float' adequat", ha explicat. Utilitzant passades de control de moviment separades al plató, Knoll va rodar la part inferior de la part superior del tors i la seqüència secundària amb tot el cos de Krige. Es va utilitzar una versió digital del vestit de cos Borg per a la seqüència de descens, moment en què la imatge es va transformar de nou a la presa real del cos de Krige. Les urpes animades del vestit també es van crear digitalment utilitzant un model detallat. Com a referència als animadors, la presa requeria que Krige retratés de manera realista "l'estrany dolor o satisfacció de tornar a connectar-se amb el seu cos".

### Música
Jerry Goldsmith va fer la banda sonora de First Contact, la seva tercera banda sonora  Star Trek. . Va escriure un ampli títol principal que comença amb la fanfàrria de Star Trek d'Alexander Courage. En lloc de compondre un tema amenaçador per subratllar els Borg, Goldsmith va escriure un tema pastoral relacionat amb el primer contacte esperançador de la humanitat. El tema utilitza un motiu de quatre notes utilitzat a la partitura Star Trek V: The Final Frontier de Goldsmith, que s'utilitza a First Contact com a tema d'amistat i enllaç temàtic general. Es va utilitzar una marxa amenaçadora amb tocs de sintetitzadors per representar els Borg. A més de compondre música nova, Goldsmith va utilitzar música de les seves partitures anteriors de Star Trek, inclòs el seu tema de La pel·lícula. El tema klíngon de la mateixa pel·lícula s'utilitza per representar a Worf.
A causa dels retards amb The Ghost and the Darkness de Paramount, el ja curt programa de producció de quatre setmanes es va reduir a només tres setmanes. Mentre que Berman estava preocupat per la mudança, Goldsmith va contractar com a ajudant el seu fill, Joel. El jove compositor va proporcionar música addicional per a la pel·lícula, escrivint tres pistes basades en els motius del seu pare i un total de 22 minuts de música. Joel va utilitzar variacions de la música Borg del seu pare i el tema klíngon mentre Worf lluita cos a cos. Quan els Borg van envair la infermeria i l'holograma mèdic els distreu, Joel va escriure el que el crític Jeff Bond va anomenar material "gairebé coplandesc" d'afinació de cordes i clarinet, però la pista no es va utilitzar. Mentre que Joel va compondre moltes de les pistes d'acció de la pel·lícula, el seu pare va contribuir a la caminada espacial i a les seqüències de vol del "Phoenix". Durant la lluita contra el plat deflector, Goldsmith va utilitzar electrònica de registre baix marcada per punyalades de cordes violentes i dissonants.
En una ruptura amb la tradició cinematogràfica de Star Trek, la banda sonora va incorporar dues cançons amb llicència: "Ooby Dooby" de Roy Orbison" i "Magic Carpet Ride de Steppenwolf". El president de GNP Crescendo, Neil Norman, va explicar que la decisió d'incloure les cançons va ser controvertida, però va dir que "Frakes va fer la feina més sorprenent d'integrar aquestes cançons a la història i les vam haver d'utilitzar".
GNP va llançar la banda sonora de First Contact el 2 de desembre de 1996. L'àlbum contenia 51 minuts de música, amb 35 minuts de la partitura de Jerry Goldsmith, 10 minuts de música addicional de Joel Goldsmith, "Ooby Dooby" i "Magic Carpet Ride". El disc compacte s'edita en CD-ROM amb característiques només accessibles si es reprodueixen en un ordinador personal, que inclou entrevistes a Berman, Frakes, i Goldsmith.
El 2 d'abril de 2012, GNP Crescendo Records va anunciar un CD d'edició limitada de col·leccionista amb la partitura completa de Jerry Goldsmith (amb música addicional de Joel Goldsmith), recentment remasteritzada per l'enginyer de gravació Bruce Botnick, amb un fullet de 16 pàgines que inclou notes informatives de Jeff Bond i John Takis. L'àlbum ampliat [GNPD 8079] té una durada de 79 minuts i inclou tres cançons alternatives.

## Temes
Frakes creu que els temes principals de First Contact—i de Star Trek en conjunt—són la lleialtat, l'amistat, l'honestedat i el respecte mutu. Això és evident a la pel·lícula quan Picard decideix rescatar Data en lloc d'evacuar la nau amb la resta de la tripulació. La pel·lícula fa una comparació explícita entre l'odi de Picard als Borg i la negativa a destruir l' Enterprise i la del Capità Ahab a la novel·la de Herman Melville Moby-Dick. El moment marca un punt d'inflexió a la pel·lícula quan Picard canvia d'opinió, simbolitzat per haver deixat el seu faser. Una referència semblant a Moby-Dick es va fer a Star Trek II: La còlera del Khan i, tot i que Braga i Moore no volien repetir-ho, van decidir que funcionava tan bé que no ho podien deixar de banda.
A First Contact, el Borg individualment inescrutable i sense rostre compleix el paper de la balena igualment il·legible a l'obra de Melville. Picard, com Ahab, ha estat ferit per la seva némesi, i l'autora Elizabeth Hinds va dir que té sentit que Picard hauria "optat per l'alternativa perversa de romandre a bord de la nau per lluitar" contra els Borg en lloc de prendre l'única opció sensata que queda de destruir la nau. Diverses línies de la pel·lícula es refereixen al fet que els habitants del segle XXI eren primitius, i que la gent del segle XXIV que havia evolucionat cap a una societat més utòpica. Al final, és Lily (la dona del segle XXI) qui mostra a Picard (l'home del segle XXIV) que la seva recerca de venjança és el comportament primitiu que els humans havien evolucionat per no utilitzar. Les paraules de Lily fan que Picard ho reconsideri, i cita les paraules de venjança d'Ahab, reconeixent el desig de mort incrustat en elles.
La naturalesa dels Borg a First Contact ha estat objecte de discussió crítica. L'artista i escriptora Julie Clarke assenyala que, mentre que altres espècies alienígenes són tolerades per la humanitat a Star Trek, els Borg es veuen de manera diferent a causa de les seves alteracions cibernètiques i la pèrdua de llibertat i autonomia. Els membres de la tripulació que s'assimilen al Col·lectiu són considerats posteriorment "contaminats per la tecnologia" i menys que humans. Clarke fa comparacions entre la distinció tecnològica de la humanitat i la màquina a Star Trek i el treball d'artistes com Stelarc. Oliver Marchart va establir paral·lelismes entre la combinació de molts dels Borg en un Un artificial i el concepte de Leviatan de Thomas Hobbes. La naturalesa del perillós primer contacte entre espècies, representada per pel·lícules com Independence Day, Aliens i First Contact, és un matrimoni de les clàssiques pors a la invasió nacional i la pèrdua de la identitat personal.

## Llançament
El 1996 va marcar el 30è aniversari de la franquícia Star Trek. Estava en una situació delicada; Deep Space Nine i Voyager havien perdut milions d'espectadors, superats per Hèrcules: The Legendary Journeys com la sèrie redifosa amb millor puntuació. Alguns fans es van mostrar molestos perquè Paramount cancel·lés La nova generació en el punt àlgid de la seva popularitat, i Generations havia estat un èxit comercial però no de crítica. Frakes va assenyalar que va ser un "moment crucial", ja que temia que la franquícia s'hagués "estirat Plantilla:Bracket massa prima amb dos espectacles".
First Contact es va comercialitzar molt, fins a un punt que no s'havia vist des de l'estrena de Star Trek: La pel·lícula el 1979. Es van escriure diverses novel·litzacions de la pel·lícula per a diferents grups d'edat. Playmates Toys va produir figures d'acció de sis i nou polzades a més de models de naus i un faser. Dos especials de televisió "making of" es van estrenar a HBO i al Sci-Fi Channel, a més de ser promocionats durant un especial de televisió del 30è aniversari a UPN. El tràiler cinematogràfic de la pel·lícula es va incloure en una recopilació de música Best of Star Trek, llançada al mateix temps que la banda sonora de First Contact. Simon & Schuster Interactive va desenvolupar un videojoc de temàtica Borg per a ordinadors personals Macintosh i Windows. El joc, Star Trek: Borg, va funcionar com una pel·lícula interactiva amb escenes filmades al mateix temps que la producció de First Contact. Spectrum HoloByte també va anunciar una adaptació del videojoc de la pel·lícula, i hauria pres la forma d'un joc d'estratègia en temps real ambientat totalment a Enterprise durant la presa de possessió Borg, encara que mai es va estrenar. La pel·lícula va ser molt promocionada a Internet a través d'un lloc web oficial, on els usuaris podien interactuar entre ells i lluitar amb els Borg mentre feien una gira en 3D per l' Enterprise. El lloc va experimentar més trànsit que qualsevol pel·lícula anterior, rebent 4,4 milions de visites a la setmana durant l'estrena de la pel·lícula.
La pel·lícula es va estrenar el 18 de novembre de 1996 al Mann's Chinese Theatre a Hollywood, Los Angeles, amb 70.000 dòlars recaptats en la venda d'entrades per a Amnistia Internacional. El repartiment principal, excepte Spiner, va ser present, així com Moore, Braga, Jerry Goldsmith i el productor Marty Hornstein, juntament amb altres actors de Star Trek. Després de la projecció, els convidats van creuar el carrer fins a la Hollywood Colonnade, on s'havien vestit els interiors perquè coincidís amb els escenaris de la pel·lícula. La pel·lícula va rebre una estrena reial al Regne Unit, on Marina Sirtis va acompanyar al Príncep Carles a la projecció del 10 de desembre a l'Empire, Leicester Square.

### Taquilla
First Contact es va estrenar a 2.812 sales a partir del 22 de novembre, va recaptar 30,7 milions de dòlars la seva primera setmana i la va convertir en la millor pel·lícula a la taquilla dels EUA. La pel·lícula va ser eliminada del primer lloc la setmana següent per 101 Dalmatians, guanyant 25,5 milions de dòlars. La pel·lícula va recaptar 77 milions de dòlars en les seves primeres quatre setmanes, i es va mantenir a les deu primeres més taquilleres durant aquest temps. Va tancar amb uns ingressos bruts estatunidencs i canadencs de 92.027.888 dòlars i un brut internacional de 54 milions de dòlars per un total de 146 milions de dòlars a tot el món.
La pel·lícula es va estrenar al Regne Unit el 13 de desembre de 1996, convertint-se en el número dos de la taquilla. Tot i ser la primera pel·lícula de la franquícia que no va arribar al número u des de La còlera del Khan, les seves entrades de 8,7 milions de lliures esterlines van ser les més altes fins que es va estrenar la pel·lícula de reinici de Star Trek el 2009. Va ser la pel·lícula Star Trek amb millor rendiment als mercats internacionals fins a la pel·lícula Star Trek del 2009, i la millor projecció de Paramount en mercats com Nova Zelanda, guanyant 315.491 $ de 28 llocs a finals d'any.

## Recepció
First Contact va obtenir crítiques positives en el llançament. L'agregador de ressenyes Rotten Tomatoes va informar d'una puntuació d'aprovació del 93% basada en 68 ressenyes, amb una puntuació mitjana de 7,40/10. El consens dels crítics del lloc diu: "Tot i que els fans de la sèrie segurament ho apreciaran, First Contact és prou emocionant, atractiva i visualment atractiva com per entretenir els novells de Star Trek." Els públics enquestats per CinemaScore van donar a la pel·lícula una nota "A−" en una escala d'A a F.
Ryan Gilbey, de The Independent, va considerar que la pel·lícula havia prescindit del repartiment de La sèrie original: "Per primera vegada, una pel·lícula de Star Trek sembla una cosa més ambiciosa que un programa de televisió extens", va escriure. Per contra, el crític Bob Thompson va pensar que First Contact estava més en l'esperit de la sèrie de televisió dels anys 60 que qualsevol lliurament anterior.  Elizabeth Renzeti de The Globe and Mail va dir que First Contact va tenir èxit en millorar l'entrada anterior "embolcada" de la sèrie, i que presentava un interès renovat per la narració. Kenneth Turan de Los Angeles Times va escriure: "First Contact fa tot el que voldríeu que fes una pel·lícula de Star Trek, i ho fa amb alegria i estil." Adrian Martin de The Age va assenyalar que la pel·lícula estava orientada a agradar als fans: "Els estranys d'aquest món fantàstic delineat per Gene Roddenberry només hauran de lluitar per comprendre el millor possible", va escriure, però "els seguidors del culte es trobaran al cel". Janet Maslin de The New York Times pensava que la trama "enrevessada" de la pel·lícula "ensorraria a tots els devots més durs" de la sèrie, mentre que Joe Leydon de Variety va escriure que la pel·lícula no requeria un coneixement íntim de la sèrie i que tant els fans com els no fans gaudirien de la pel·lícula. Si bé Renzetti considerava que la manca dels personatges antics de les set pel·lícules anteriors era un canvi benvingut, Maslin va dir que "Ara la sèrie no té totes les seves estrelles originals i gran part de la seva determinació anterior. S'ha transformat en una cosa menys innocent i més derivada del que abans era, una cosa que el no cultista és cada cop menys probable que gaudeixi." Per contra, Roger Ebert va anomenar First Contact una de les millors pel·lícules de Star Trek, i James Berardinelli van trobar que la pel·lícula era la més entretinguda de Star Trek en una dècada; "Ha reviscut en solitari la sèrie de pel·lícules Star Trek, almenys des d'un punt de vista creatiu", va escriure. A The Times, Frakes va ser elogiat com a director per Geoff Brown per "treure un guió enredat sense perdre impuls".
L'actuació de la pel·lícula va tenir una recepció mixta. Lisa Schwarzbaum d' Entertainment Weekly va apreciar que les estrelles convidades Woodard i Cromwell fossin utilitzades en "contrast inventiu" amb les seves imatges més conegudes, com a "actriu dramàtica seriosa" i "agricultor que balla a Babe, el porquet valent", respectivament. Lloyd Rose de The Washington Post va sentir que mentre Woodard i Cromwell van aconseguir "cuidar-se ells mateixos", la direcció de Frakes sobre altres actors no estava inspirada; Steve Persall de St. Petersburg Times va opinar que només Cromwell va rebre un paper escollit a la pel·lícula, "per tant, roba el programa per defecte". Un parell de ressenyes van assenyalar que les interaccions de Data amb la Reina Borg es trobaven entre les parts més interessants de la pel·lícula; el crític John Griffin va acreditar el treball de Spiner com a "emoció ambivalent" a la pel·lícula. Adam Smith de la revista Empire va escriure que alguns personatges, especialment Troi i Crusher, es van perdre o es van ignorar, i que el ràpid ritme de la pel·lícula no va deixar temps perquè els que no coneixien la sèrie coneguessin o es preocupessin pels personatges. De la mateixa manera, Emily Carlisle de la BBC va elogiar les actuacions de Woodard, Spiner i Stewart, però va considerar que la pel·lícula es centrava més en l'acció que en la caracterització. Stewart, a qui Thompson i Renzetti consideraven eclipsat per William Shatner a la pel·lícula anterior, va rebre elogis de Richard Corliss de Time: "Mentre Patrick Stewart ofereix [una] línia amb una ferocitat majestuosa digna d'un antic alumne de la Royal Shakespeare Company, el públic queda bocabadat davant d'un efecte especial més imponent que qualsevol gargot digital de l'ILM. Aquí hi ha una actuació real! En una pel·lícula de Star Trek!"
Els efectes especials van ser elogiats generalment. Jay Carr de The Boston Globe va dir que First Contact va actualitzar amb èxit el concepte del creador de Star Trek Gene Roddenberry amb efectes i acció més elaborats. L'avaluació de Thompson va reflectir la de Carr; va estar d'acord que la pel·lícula va aconseguir transmetre gran part del programa de televisió original dels anys 60 i contenia prou "meravelles d'efectes especials i trets interestel·lars" per satisfer tot tipus d'espectadors. Ebert va escriure que, tot i que les pel·lícules anteriors sovint havien semblat "maldestres" en el departament d'efectes, "First Contact" es va beneficiar de l'última tecnologia d'efectes. Scott va oferir una opinió discrepant, i va escriure que, a part de les seqüències d'efectes clau, Frakes "pretén distreure els trekkis de la resta d'aspecte clarament barat".
Els crítics van reaccionar favorablement als Borg, descrivint-los com a criatures de Hellraiser. Renzetti els va acreditar haver donat "nova vida" a la tripulació de l' Enterprise mentre simultàniament intentaven matar-los. La reina Borg va rebre una atenció especial per la seva combinació de terror i seducció, Ebert va escriure que, tot i que no semblava "cap noció d'atractiu sexy del que mai havia sentit a parlar", es va inspirar "per mantenir una ment oberta". Carr va dir: "Ella demostra que les dones amb pell blava pel·lícula, molts tubs externs i dents dolentes poden ser elegantment seductores."
El 2021, First Contact va ser classificada com la segona millor pel·lícula de la franquícia Star Trek (després de The Undiscovered Country) per Scott Mendelson, qui escrivint per a la revista Forbes, la va descriure com "Probablement la pel·lícula de Star Trek més gran que encara se sent com una pel·lícula de Star Trek". També va ocupar el segon lloc (després de La còlera de Khan) per a la revista Empire el 2022 per a Owen Williams, que va qualificar la pel·lícula com "un dels clàssics de Trek''.

### Reconeixements
| Premi                                       | Data de la cerimònia                             | Categoria                                                      | Destinatari                                               | Resultats         | Ref.    |
| ------------------------------------------- | ------------------------------------------------ | -------------------------------------------------------------- | --------------------------------------------------------- | ----------------- | ------- |
| 20/20 Awards                                |                                                  | Millor maquillatge                                             | Michael Westmore Scott Wheeler Jake Garber                | Nominat           |         |
| Premis Oscar                                | 24 de març de 1997                               | Millor maquillatge                                             | Michael Westmore Scott Wheeler Jake Garber                | Nominat           | [ 121 ] |
| Award Circuit Community Awards              |                                                  | Millors efectes visuals                                        | N/D                                                       | Nominat           | [ 122 ] |
| Blockbuster Entertainment Awards            | 11 de març de 1997                               | Actor favorit – Ciència-ficció                                 | Patrick Stewart                                           | Nominat           |         |
| Blockbuster Entertainment Awards            | 11 de març de 1997                               | Actor secundari favorit – Ciència-ficció                       | Jonathan Frakes                                           | Nominat           |         |
| BMI Film & TV Awards                        |                                                  | BMI Film Music Award                                           | Jerry Goldsmith                                           | Guanyador         |         |
| Premis Hugo                                 |                                                  | Millor presentació dramàtica                                   | Jonathan Frakes Brannon Braga Ronald D. Moore Rick Berman | Nominat           | [ 123 ] |
| NAACP Image Awards                          | 8 de febrer de 1997                              | Mil·lent actriu secundària en una pel·lícula                   | Alfre Woodard                                             | Nominat           |         |
| Online Film & Television Association Awards |                                                  | Millor pel·lícula de terror de ciència-ficció/fantasia         | Rick Berman                                               | Guanyador         | [ 124 ] |
| Online Film & Television Association Awards | Millor actor de ciència-ficció/terror fantàstic  | Brent Spiner                                                   | Nominat                                                   |                   | [ 124 ] |
| Online Film & Television Association Awards | Millor actor de ciència-ficció/terror fantàstic  | Patrick Stewart                                                | Guanyador                                                 |                   | [ 124 ] |
| Online Film & Television Association Awards | Millor actriu de ciència-ficció/horror fantàstic | Alice Krige                                                    | Guanyador                                                 |                   | [ 124 ] |
| Online Film & Television Association Awards | Millor actriu de ciència-ficció/horror fantàstic | Alfre Woodard                                                  | Nominat                                                   |                   | [ 124 ] |
| Online Film & Television Association Awards | Millor Disseny de Producció                      | Herman Zimmerman & John M. Dwyer                               | Nominat                                                   |                   | [ 124 ] |
| Online Film & Television Association Awards | Millor maquillatge                               | Michael Westmore Scott Wheeler Jake Garber                     | Guanyador                                                 |                   | [ 124 ] |
| Online Film & Television Association Awards | Millor so                                        | Steve Maslow Gregg Landaker Kevin O'Connell Geoffrey Patterson | Nominat                                                   |                   | [ 124 ] |
| Online Film & Television Association Awards | Millors efectes de so                            | Cameron Frankley & James Wolvington                            | Nominat                                                   |                   | [ 124 ] |
| Online Film & Television Association Awards | Millors efectes visuals                          | John Knoll Adam Howard George Murphy Scott Rader               | Nominat                                                   |                   | [ 124 ] |
| Premis Satellite                            | 15 de gener de 1997                              | Millors efectes visuals                                        | John Knoll                                                | Nominat           |         |
| Premis Saturn                               | 23 de juliol 1997                                | Millor pel·lícula de ciència-ficció                            | N/D                                                       | Nominat           |         |
| Premis Saturn                               | 23 de juliol 1997                                | Millor director                                                | Jonathan Frakes                                           | Nominat           |         |
| Premis Saturn                               | 23 de juliol 1997                                | Millor guionista                                               | Jonathan Frakes                                           | Nominat           |         |
| Premis Saturn                               | 23 de juliol 1997                                | Millor actor                                                   | Patrick Stewart                                           | Nominat           |         |
| Premis Saturn                               | 23 de juliol 1997                                | Millor actor secundari                                         | Brent Spiner                                              | Guanyador         |         |
| Premis Saturn                               | 23 de juliol 1997                                | Millor actriu secundària                                       | Alice Krige                                               | Guanyador         |         |
| Premis Saturn                               | 23 de juliol 1997                                | Millors vestits                                                | Deborah Everton                                           | Guanyador         |         |
| Premis Saturn                               | 23 de juliol 1997                                | Millor música                                                  | Jerry Goldsmith                                           | Plantilla:Nominat |         |
| Premis Saturn                               | 23 de juliol 1997                                | Millor maquillatge                                             | Michael Westmore Scott Wheeler Jake Garber                | Nominat           |         |
| Premis Saturn                               | 23 de juliol 1997                                | Millors efectes especials                                      | John Knoll                                                | Nominat           |         |

## Mitjans domèstics
Star Trek: First Contact es va llançar per primera vegada en VHS a finals de 1997 com un dels diversos títols que s'esperava que augmentessin les vendes als minoristes de vídeo. També es va publicar una versió LaserDisc. First Contact va ser un dels primers títols anunciats per al sistema de lloguer alternatiu al DVD Digital Video Express l'any 1998. Es va llançar amb cinc títols de prova més als mercats selectes de Richmond i San Francisco.
Quan Paramount va anunciar la seva primera llista de llançaments de DVD l'agost de 1998, First Contact va ser un dels deu primers títols llançats a l'octubre, anunciada en un esforç conscient per mostrar pel·lícules basades en efectes. Aquesta versió contenia la pel·lícula i dos tràilers, però cap altra característica especial. La pel·lícula es va presentar en la seva relació d'aspecte anamòrfica original de 2,35:1, amb una barreja d'àudio surround Dolby Digital 5.1.
El 2005 es va estrenar un conjunt de dos discos First Contact "Special Collector's Edition" al mateix temps que altres tres pel·lícules de "La nova generació" i la quarta temporada de "Star Trek: Enterprise", marcant la primera vegada que totes les pel·lícules i capítols de la franquícia fins aquell moment estaven disponibles en vídeo domèstic. A més de la pel·lícula, presentada amb les mateixes especificacions tècniques que la versió anterior i una nova banda sonora DTS, el primer disc conté un comentari del director de Frakes i una pista de Moore i Braga. Igual que amb altres llançaments de DVD d'edició especial, el disc inclou una pista de text de Michael i Denise Okuda que ofereix curiositats sobre la producció i fets rellevants sobre l'univers Star Trek. El segon disc conté sis reportatges, guions il·lustrats i tràilers.
Un Blu-ray d'alta definició de First Contact va ser llançat el 22 de setembre de 2009. A més dels extres de DVD, el Blu-ray conté reportatges addicionals i un nou comentari del coproductor de Star Trek (2009) Damon Lindelof i el col·laborador de TrekMovie.com Anthony Pascale. Els quatre llargmetratges de La nova generació es van estrenar en Ultra HD Blu-ray el 4 d'abril de 2023, en formats autònoms i col·leccionables.